# چارلی مولگرو
چارلی مولگرو (انگلیسی: Charlie Mulgrew؛ زادهٔ ۶ مارس ۱۹۸۶) بازیکن فوتبال اهل بریتانیا است.
از باشگاه‌هایی که در آن بازی کرده‌است می‌توان به باشگاه فوتبال ولورهمپتون واندررز، باشگاه فوتبال آبردین، باشگاه فوتبال داندی یونایتد، باشگاه فوتبال سلتیک، و باشگاه فوتبال ساوتند یونایتد اشاره کرد.
وی همچنین در تیم ملی فوتبال اسکاتلند بازی کرده‌است.